# Urbanización Las Palmas, Caracas
La Urbanización Las Palmas es una urbanización de clase media situada en la Parroquia El Recreo del Municipio Libertador al este de Caracas. Es un importante foco residencial, comercial y cultural dentro de la ciudad en el Distrito Capital, a poca distancia de la central Plaza Venezuela, el bulevar de Sabana Grande y el eje cultural de los museos de Caracas. Esta urbanización es parte del eje residencial del distrito financiero de Sabana Grande, al igual que La Florida, la parte norte de Los Caobos, El Bosque y Santa Mónica. Por su cercanía al centro de Caracas, esta zona de Caracas es a menudo considerada el "centro-este" de la ciudad o la periferia del centro. Esta urbanización es sede de la colección de arte moderno más famosa y antigua de Caracas, conocida como Artificio Siglo XX.

## Datos
Las Palmas es una de las zonas comerciales y residenciales más importantes de Caracas. Se encuentra rodeada -a grandes rasgos- al norte y al este por la "Florida", al sur por "Sabana Grande" y al oeste por "Los Caobos" y el "Casco Central de Caracas". A un escaso km se encuentra la Plaza Venezuela, el bulevar de Sabana Grande y el puente sobre la autopista Fajardo hacia la Universidad Central de Venezuela.
La Urbanización Las Palmas tiene muy buenas comunicaciones, gracias al hecho de estar ubicada entre la "Cota Mil" y la "Avenida Libertador" y de estar atravesada por la "Avenida Las Palmas", una de las principales de Caracas. Hay dos estaciones del "Metro" caraqueño a medio km de distancia, cerca de la "Plaza Venezuela" y del bulevar de Sabana Grande, otrora Avenida Abraham Lincoln.

## Historia
Originariamente el área donde hoy se levanta la Urbanización Las Palmas era una Hacienda cafetalera, conectada a la zona rural de Sabana Grande. En los años cuarenta los empresarios Juan Bernardo Arismendi y Luis Roche la desarrollaron alrededor de la avenida homónima, ya que los terrenos en los alrededores de Sabana Grande se habían revalorizado. Por esta razón, fue rentable para el sector inmobiliario la construcción de una urbanización en el sector.
En 1954 abrió uno de los cines más lujosos del este caraqueño, el Teatro las Palmas, ubicado en el centro de la urbanización Las Palmas y que contaba con una fachada luminosa característica y muy llamativa. Algunos certámenes del Miss Venezuela fueron hechos en este teatro con estilo "hollywoodiano". En 1970 fue demolido y reconstruido.
A poca distancia del Teatro Las Palmas se encuentra el Colegio La Consolación, colegio femenino regido por monjas, obra del Arquitecto Erasmo Calvani, inaugurado en diciembre de 1943 por Monseñor Lucas Guillermo Castillo, Arzobispo de Caracas. El Colegio fue bendecido por la santa Madre Teresa de Calcuta, cuando vino a Venezuela.